# William Webster (australijski polityk)
William Webster (ur. 7 czerwca 1860 w Liverpoolu, zm. 8 października 1936 w Sydney) – australijski polityk, członek Zgromadzenia Ustawodawczego Nowej Południowej Walii (1901-1903) i Izby Reprezentantów Australii (1903-1919). W latach 1915–1920 federalny minister poczty.

## Życiorys

### Młodość
Pochodził z niezamożnej, angielskiej rodziny. W wieku 13 lat opuścił szkołę i podjął pracę w kamieniołomie w Walii. Jako dziewiętnastolatek wyemigrował do Australii, gdzie ponownie podjął pracę przy pozyskiwaniu kamienia. Z czasem stał się ważnym działaczem związków zawodowych. Założył też własną firmę kamieniarską, która jako jedna z pierwszych w Nowej Południowej Walii wprowadziła dla swoich pracowników ośmiogodzinny dzień pracy.

### Kariera polityczna
W 1887 został wybrany do rady gminy Marrickville, jednego z samorządów lokalnych wchodzących w skład aglomeracji Sydney. W 1901, za czwartym podejściem, został wybrany do izby niższej Parlamentu Nowej Południowej Walii. W tym samym roku bez powodzenia kandydował do federalnej Izby Reprezentantów. W 1903 udało mu się uzyskać mandat w parlamencie federalnym jako kandydatowi Australijskiej Partii Pracy (ALP) w okręgu wyborczym Gwydir.
Jako poseł opozycji 9 lipca 1909 wygłosił przemówienie trwające 10 godzin i 57 minut, co było formą wycelowanej w rząd Alfreda Deakina obstrukcji parlamentarnej. Ustanowił tym samym nie pobity do dzisiaj rekord Izby Reprezentantów (jeszcze dłuższe przemówienie, trwające 12 godzin i 40 minut, zostało wygłoszone w 1918 przez Alberta Gardinera, ale miało to miejsce w Senacie). W październiku 1915 wszedł w skład pierwszego gabinetu Billy'ego Hughesa jako minister poczty. W czasie rozłamu w ALP w 1916 opowiedział się po stronie premiera i wraz z nim opuścił ALP, współtworząc następnie Narodową Partię Pracy (NLP), która z kolei w 1917 połączyła się ze Związkową Partią Liberalną (CLP), co dało początek Nacjonalistycznej Partii Australii (NPA). Niezależnie od zmieniających się barw partyjnych, Webster pozostał na stanowisku ministra aż do 1920, kiedy to został zmuszony do dymisji ze względu na fakt, iż w wyborach przeprowadzonych pod koniec 1919 roku stracił swój mandat parlamentarny.
Na politycznej emeryturze przeżył jeszcze ponad 16 lat. Zmarł w wieku 76 lat.